# Лофоспингусы
Лофоспингусы, или карликовые кардиналы, или хохлатые вьюрки (лат. Lophospingus) — род воробьиных птиц из семейства танагровых.

## Описание
Оперение серого цвета, концы на внешних трех пара хвостовых перьев белые.

## Классификация
В состав рода включают два вида
- Lophospingus griseocristatus (Orbigny et Lafresnaye, 1837) — Серохохный лофоспингус
- Lophospingus pusillus (Burmeister, 1860) — Чернохохлый лофоспингус

## Распространение
Встречаются на юге Южной Америки.

## Охрана
Оба вида внесены в Красный список угрожаемых видов МСОП со статусом LC (Виды, вызывающие наименьшие опасения).